# هيوبرت اوبرمان
هيوبرت اوبرمان (بالإنجليزية: Hubert Opperman)‏ مواليد 29 مايو 1904 في روتشستر، فيكتوريا، أستراليا - الوفاة 18 أبريل 1996 في فيكتوريا، أستراليا، كان دراج أسترالي.

## وصلات خارجية
- الموقع الرسمي

## روابط خارجية
- هيوبرت اوبرمان على موقع أرشيف الدراجات (الإنجليزية)
- هيوبرت اوبرمان على موقع إحصائيات الدراجات الإحترافية (الإنجليزية)
- هيوبرت اوبرمان على موقع قاعة أستراليا للمشاهير الرياضية (الإنجليزية)